# Idaea quadripunctata
Idaea quadripunctata är en fjärilsart som beskrevs av Donovan 1810. Idaea quadripunctata ingår i släktet Idaea och familjen mätare. Inga underarter finns listade i Catalogue of Life.